# Lénore Aubert
Lénore Aubert, właśc. Eleanore Maria Leisner (ur. 18 kwietnia 1918, zm. 31 lipca 1993) – hollywoodzka aktorka i modelka, pochodzenia słoweńskiego.

## Życiorys
Urodziła się jako Eleanore Maria Leisner w słoweńskim mieście Celje, które wówczas leżało w granicach Austro-Węgier. Eleanore dorastała w Wiedniu. W 1938 roku poślubiła Juliusa Altmana. Ze względu na żydowskie pochodzenie męża, po zajęciu Austrii przez III Rzeszę, para, w obawie przed represjami, opuściła kraj, by osiedlić się w USA. W Nowym Jorku Eleanore pracowała początkowo jako modelka. Później zadebiutowała na deskach teatrów, by ostatecznie zostać aktorką filmową. Od 1940 roku zaczęła używać pseudonimu Lénore Aubert. Najbardziej znana była z ról egzotycznych, tajemniczych kobiet. Europejski akcent powodował, że często obsadzano ją w rolach cudzoziemek. Jej najgłośniejszą rolą była postać dr Sandry Mornay, pięknej i złowrogiej kobiety-naukowiec w filmie Abbott i Costello spotykają Frankensteina. W 1956 roku Lénore rozwiodła się z mężem i powróciła na krótko do Europy. W 1959 roku ponownie osiedliła się w USA, z nowym mężem - milionerem Miltonem Greene, z którym także się rozwiodła w 1974 roku. Ostatnie lata życia udzielała się jako wolontariuszka. W 1983 roku doznała udaru mózgu, który upośledził jej pamięć. Zmarła w 1993 roku.

## Filmografia
- Ósma żona Sinobrodego (Bluebeard's Eighth Wife, 1938)
- They Got Me Covered (1943)
- Passport to Destiny (1944)
- Action in Arabia (1944)
- Having Wonderful Crime (1945)
- The Catman of Paris (1946)
- The Wife of Monte Cristo (1946)
- The Other Love (1947)
- Zastanawiam się kto ją teraz całuje (I Wonder Who's Kissing Her Now, 1947)
- The Prairie (1947)
- The Return of the Whistler (1948)
- Abbott i Costello spotykają Frankensteina (Abbott and Costello Meet Frankenstein, 1948)
- Barbary Pirate (1949)
- Abbott i Costello spotykają mordercę (Abbott and Costello Meet the Killer, Boris Karloff, 1949)
- The Silver Theatre (serial TV) (1949)
- Suspense (serial TV) (1949)
- Famous Jury Trials (serial TV) (1950)
- Actor's Studio (serial TV) (1950)
- Falschmunzer am Werk (1951)
- Une fille sur la route (1952)